# Paravandellia
Paravandellia är ett släkte av fiskar. Paravandellia ingår i familjen Trichomycteridae.
Kladogram enligt Catalogue of Life:
| Paravandellia | \| \| Paravandellia oxyptera \| \| \| \| \| \| Paravandellia phaneronema \| \| \| \| |
|               | \| \| Paravandellia oxyptera \| \| \| \| \| \| Paravandellia phaneronema \| \| \| \| |
|               | Paravandellia oxyptera                                                               |
|               |                                                                                      |
|               | Paravandellia phaneronema                                                            |
|               |                                                                                      |